# Famille de Bertier de Sauvigny
La famille de Bertier de Sauvigny olim Bertier est une famille de la noblesse française subsistante originaire de Bourgogne. Elle fut anoblie par la charge de secrétaire du Roi dans la seconde moitié du XVIIe siècle.
Elle compte parmi ses membres un intendant, des parlementaires dont un premier président du parlement de Paris, des officiers généraux, des hommes politiques, un préfet, etc.

## Histoire
Gustave Chaix d'Est-Ange écrit que pendant longtemps cette famille fut considérée comme une branche d'une famille homonyme originaire de la ville de Toulouse, en Languedoc, mais qu'en réalité il n'en est rien. Il ajoute qu'elle est originaire du lieu de Vitteaux, près d'Avallon, en Bourgogne, et il fait débuter la filiation au XVIIe siècle.
Cette famille a été anoblie par la charge de secrétaire du roi (1668-1671),.
Au XVIIIe siècle, elle compte parmi ses membres des magistrats dont un premier président au parlement de Paris mais aussi un Intendant.
Au XIXe siècle, deux de ses membres sont des officiers généraux et un autre fut ministre du roi Charles X.

## Filiation
Cette généalogie est issue des travaux de Gustave Chaix d'Est-Ange (1905).
- Thomas Bertier, il épouse Barbe Gougelet, il achète le 29 avril 1627 une charge de notaire royal, il fait son testament en 1638, d'où :
  - Thomas Bertier, cultivateur à Vitteaux, puis commis aux aides royaux à Dijon en 1642, puis conseiller et maître d'hôtel du roi, puis greffier alternatif des États de Bourgogne en 1665, puis trésorier général des États de Bourgogne en 1667, enfin pourvu en 1668 de l'office anoblissant de conseiller secrétaire du roi en la grande chancellerie, il meurt en 1671, il avait épousé à Avallon le 3 février 1643 Marie-Madeleine Martenot, d'où :
    - Louis-Bénigne Bertier, conseiller au parlement de Dijon puis à celui de Paris, il acquiert la terre de Sauvigny, près d'Avallon, il épouse le 30 avril 1676 Marie de Machault, "issue d'une illustre famille de robe"[1], d'où :
      - Louis Bertier, seigneur de Sauvigny, gentilhomme de la vénerie du duc d'Orléans, conseiller au parlement de Paris en 1699, président de chambre au sein de ce parlement en 1713, meurt en 1745. Il avait épousé le 9 juillet 1704 Jeanne Orry, fille de Jean Orry président à mortier au parlement de Metz, ministre des finances du roi d'Espagne, et de sa première épouse Jeanne Ermonin, également et sœur de Philibert Orry (1689-1747), contrôleur général des finances de 1730 à 1745, d'où :
        - Louis Jean Bertier, seigneur de Sauvigny, dit le vicomte de Tharost, intendant de Moulins 1738- puis de Grenoble puis de Paris, président au Grand-conseil, premier président au parlement de Paris en 1771, il meurt en 1788. Il avait épousé en 1736 Louise Durey d'Harnoncourt, d'où :
          - Louis Bénigne François Bertier, seigneur de Sauvigny, maître des requêtes, surintendant des finances de la reine, massacré par la population parisienne le 22 juillet 1789 avec l'intendant des finances Foullon de Doué, son beau-père. Entre autres enfants :
            - Antoine-Joseph de Bertier, dit le marquis d'Arnay, avocat général à la Cour des aides en 1789, il meurt sans alliance en 1837
            - Pierre de Bertier, marié à Renée de Foucquet en 1803, député de Seine-et-Oise en 1815, gentilhomme ordinaire de la chambre du roi en 1825, lieutenant général des armées du roi en 1830, il meurt en 1848. Il avait reçu le titre personnel de vicomte par ordonnance du roi Charles X du 30 mars 1830 mais ne put pas retirer les lettres patentes à cause de la Révolution de la même année. Il est l'arrière-grand-père de Jean de Bertier de Sauvigny (1877-1926), sénateur de la Moselle de 1922 à 1926.
            - Bénigne-Louis de Bertier, né en 1777, dit le comte de Bertier de Sauvigny, d'où :
              - Alexis-Louis de Bertier, né en 1814, dit le comte de Bertier de Sauvigny, général de brigade, grand officier de la Légion d'honneur, décédé en 1883

            - Anne Ferdinand Louis de Bertier, né en 1782, dit le comte de Bertier de Sauvigny, ministre d'État et membre du conseil privé du roi Charles X en 1830, il épouse en 1805 Thaïs Lefèvre d'Ormesson, en 1809 Amélie de Baschi de Sainte-Estève et en 1837 Marie Louise Pauline de Riencourt, il meurt à Versailles en 1864 ; ses descendants ont hérité de la terre de Sauvigny. Il est le trisaïeul de l'historien Guillaume de Bertier de Sauvigny (1912-2004).

    - Joseph Bertier, conseiller au parlement de Dijon.

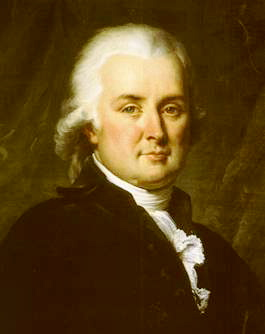
Louis-Bénigne de Bertier de Sauvigny (1737-1789)
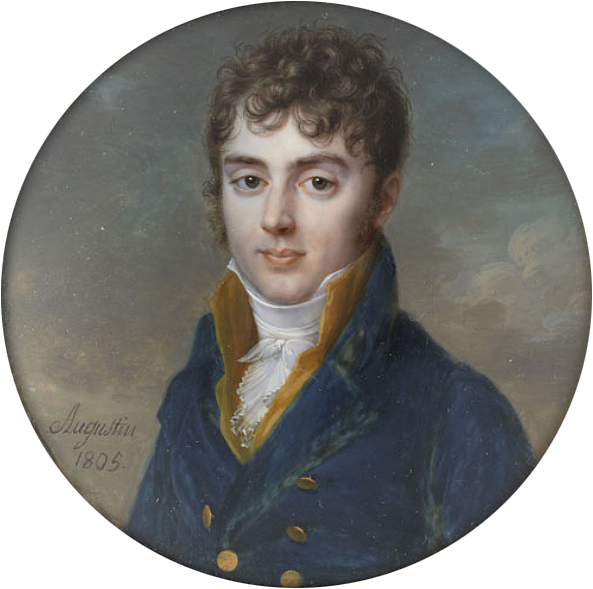
Anne-Ferdinand-Louis de Bertier de Sauvigny (1782-1864)
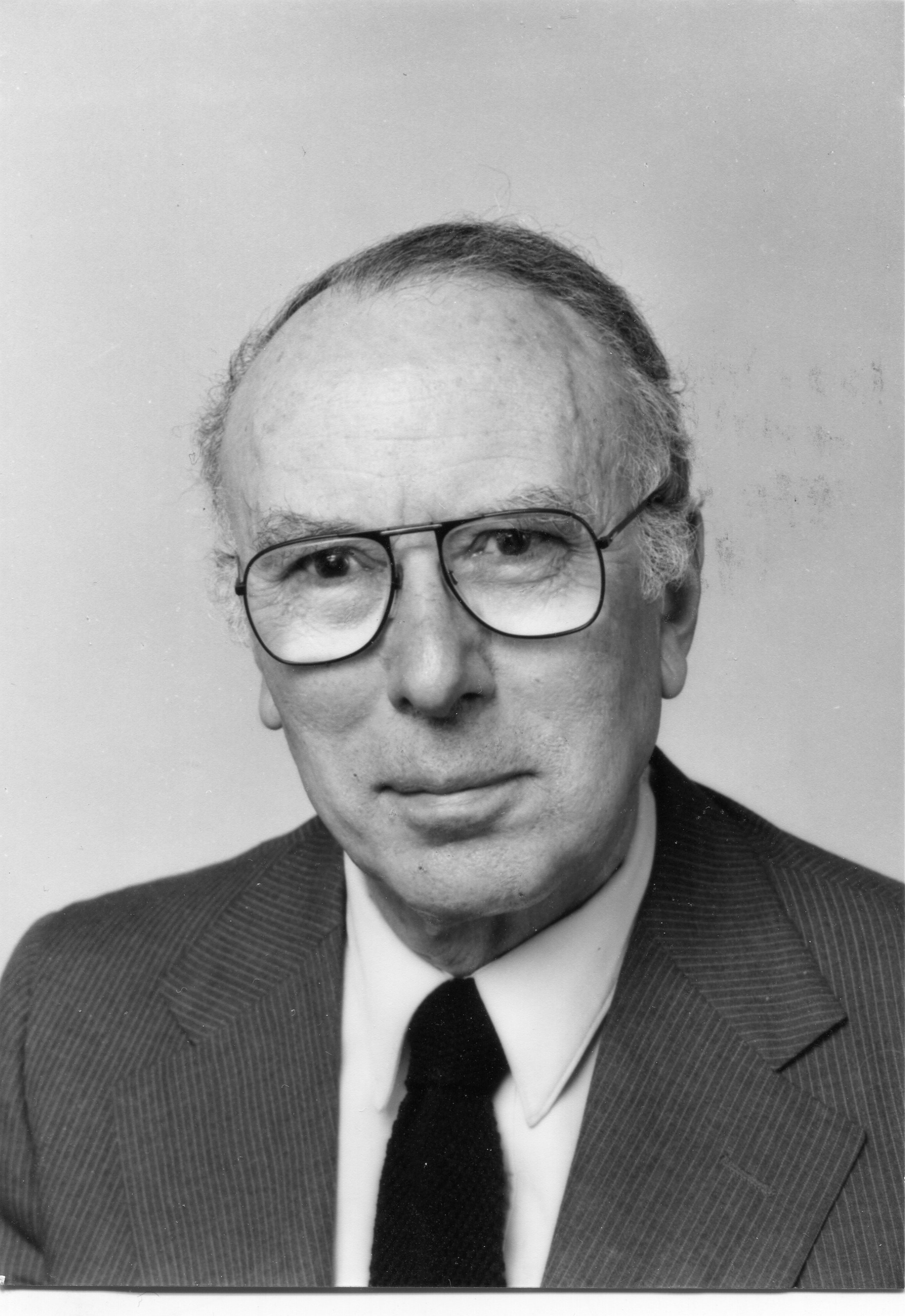
Guillaume de Bertier de Sauvigny (1912-2004)

## Alliances
Les principales alliances de la famille de Bertier de Sauvigny sont : Gougelet, Martenot (1643), Legoux (1675), de Machault (1676), Orry (1704), Durey d'Harnoncourt (1736), Foullon de Doué (1764), de La Bourdonnaye-Blossac (1782), de La Myre-Mory (1786), de Pardieu (1789), de Solages (1802, 1826), de Fouquet (1803), Lefèvre d'Ormesson (1805), de Baschi de Sainte-Estève (1809), de Klinglin (1835), de Riencourt (vers 1837), Le Veneur de Tilières (1837), Galitzin (1840), de Reviers de Mauny (1850), Desmoutis de Boisgautier (1872), de Cussy (1873), de Fontaines (1873), de Kergariou (1874), de Falentin de Saintenac (1874), de Lestranges (1879, 1884), de Pérusse des Cars (1889), de Bridieu (1892), d'Hespel (1902), Le Sellier de Chézelles.

## Armes, titres
- Armes primitives : D'azur à une fasce d'or chargée de trois étoiles de gueules, à un orle de besants d'or.[1]

- Armes actuelles : D'or à un taureau furieux de gueules onglé et accorné d'azur chargé de cinq étoiles d'argent en bande[1] (Ce sont les armes de la famille de Bertier de Pinsaguel en Languedoc)[1]

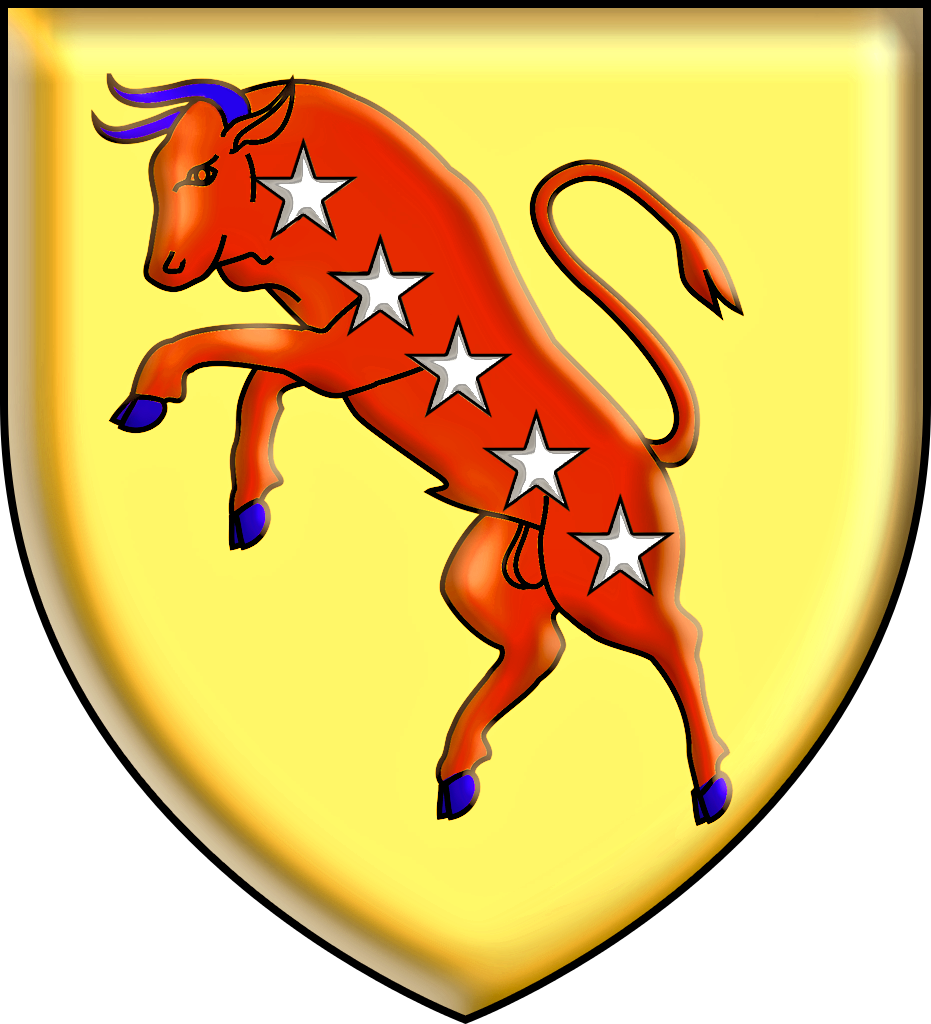

- Titres de comte et de vicomte (titres de courtoisie)

## Pour approfondir